# Hildegard Scheele
Maria Hildegard Scheele (* 4. Mai 1898 in Dresden; † 1. November 1966 ebenda) war eine deutsche Kunstmalerin und Restauratorin an den Staatlichen Kunstsammlungen Dresden.

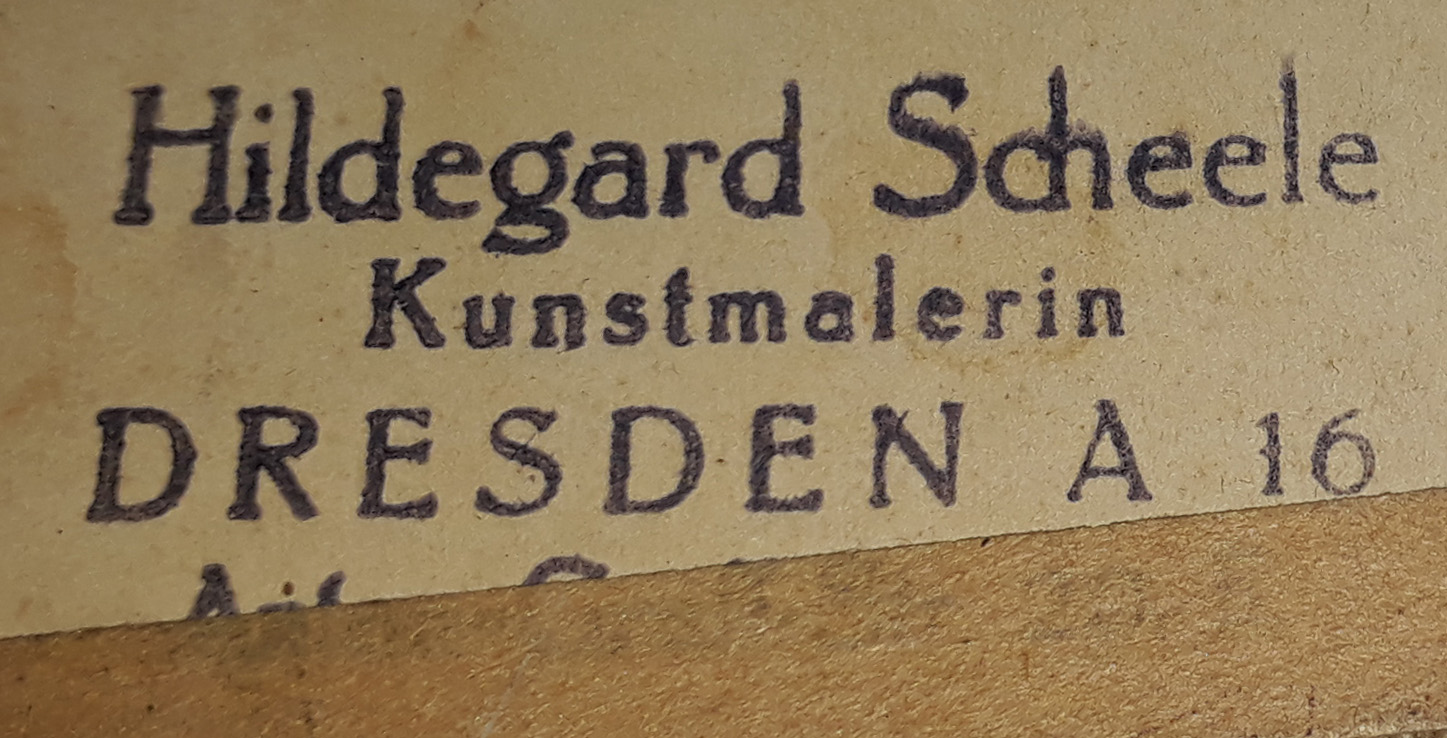
Eigenhändige Stempelsignatur auf der Rückseite einer der Arbeiten Scheeles. Der unleserliche untere Teil ist mit Anton-Graff-Str. 20, II. zu vervollständigen.

## Leben und beruflicher Werdegang
Scheele wurde in Dresden geboren. Ihr Vater Georg Scheele (1854–1905) war verbeamteter Jurist. Bei ihrer Mutter Elisa Scheele (1863–1949) handelt es sich um eine Tochter des belgischen Historienmalers und Professors an der Kunstakademie in Dresden Ferdinand Pauwels. Hildegard Scheele ist somit dessen Enkel.
Zunächst besuchte die Künstlerin eine zehnklassige Mädchenschule in Dresden. Später absolvierte sie eine Ausbildung an der Staatlichen Kunstschule für Textilindustrie, Zweigstelle Eibenstock. Im Anschluss daran erhielt sie acht Jahre Unterricht bei dem Dresdner Maler Paul Poetzsch, der ein Schüler Pauwels gewesen war. Dort wurde sie nicht nur in maltechnisch-künstlerischer Hinsicht ausgebildet, sondern auch in Bezug auf das Restaurieren und Kopieren von Gemälden. Parallel dazu hospitierte sie an der Dresdner Kunstakademie bei verschiedenen Professoren. So besuchte sie unter anderem Veranstaltungen zu Anatomie und Aktzeichnen. Basierend auf diesen Studien betätigte sich Scheele später viele Jahre als freischaffende Kunstmalerin, Kopistin und Restauratorin.
Zwischen 1956 und 1965 war sie mit kürzeren Unterbrechungen an den Staatlichen Kunstsammlungen Dresden als Restauratorin in der Gemäldesammlung angestellt.
Hildegard Scheele starb unverheiratet und kinderlos in ihrer Geburtsstadt. In einem Nachruf stellte der ehemalige Chefrestaurator der Dresdner Gemäldesammlung Karl-Heinz Weber fest, dass es sich bei Scheele um „eine feinsinnige Künstlerin und von hoher Verantwortung gegenüber den Kunstwerken beseelte Restauratorin“ gehandelt habe.

## Werk
Bisher bekannte Arbeiten aus dem eigenständigen Œuvre Scheeles befassen sich vor allem mit Stillleben. Ein bei ihr offensichtlich beliebtes Genre waren Blumenstillleben. In ihrem Werk strebte sie jedoch kein exaktes Umsetzen der Vorlage an, vielmehr versuchte sie, das Motiv in seiner Schönheit zu erfassen und mithilfe ihrer Ausdrucksmöglichkeiten künstlerisch ansprechend wiederzugeben. Ein Anliegen Scheeles könnte gewesen sein, vor allem dekorative Kunst zu schaffen. Abstraktion und die Übertragung des Motives etwa auf eine andere Bedeutungsebene lagen ihr offensichtlich fern.
Gegenwärtig nachgewiesene Signaturen auf ihren Gemälden sind folgende: „HS.“, „H.S.“, „HScheele.“, „H. Scheele“.